# Остендська компанія

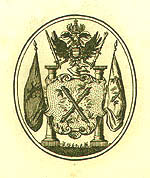
Герб Остендської компанії

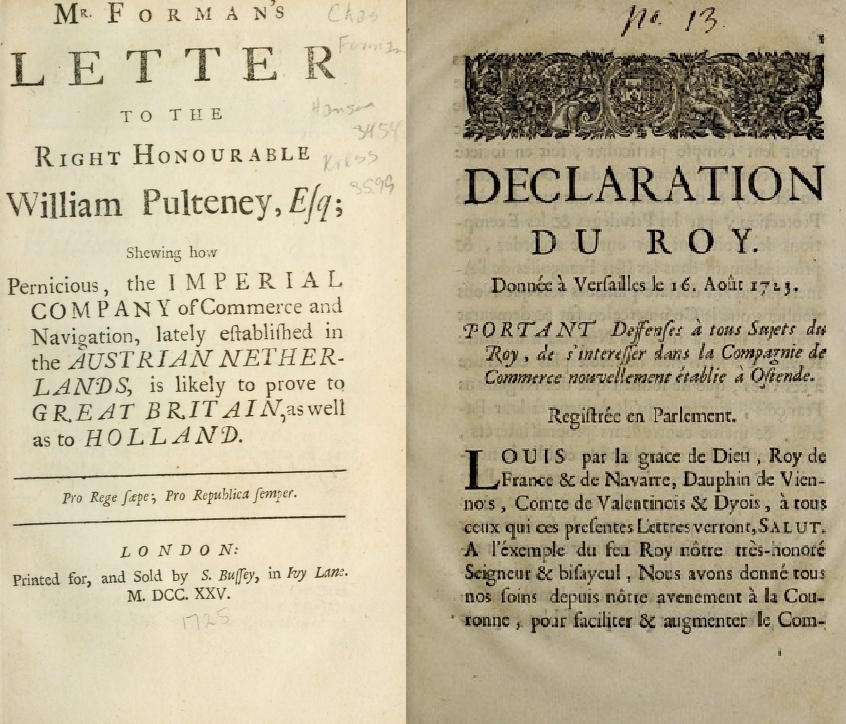
Памфлет, який засуджує Остендську компанію як «згубну» як для британських, так і для голландських торговців (ліворуч), а також закон 1723, який забороняє французьким підданим інвестувати в компанію (праворуч).

Остендська компанія (нід. Oostendse Compagnie, або Generale Indische Compagnie, фр. Compagnie d'Ostende; або повністю, Compagnie générale établie dans les Pays-Bas Autrichiens pour le Commerce et la Navigation aux Indes, нім. Ostender Kompanie, також Східна торгова компанія) — австрійська приватна торгова компанія, створена 1717 року в Остенде (Південні Нідерланди) для торгівлі з Ост-Індією.
Успіх голландської, британської та французької Ост-Індських компаній підштовхнув торговців й судновласників Остенде встановити пряме комерційне сполучення із Ост-Індією. Приватна торгова компанія в Остенде була створена 1717 року, й декілька її кораблів вирушили на Схід. Імператор Карл VI стимулював своїх підданих інвестувати у нове підприємство, але не надав патентну грамоту. На ранніх етапах компанія досягнула деяких успіхів, однак сусідні держави активно перешкоджали її діяльності, так у 1719 році остендське торгове судно з багатим вантажем захопили голландці поблизу берегів Африки і ще одне — англійці поблизу Мадагаскара.
Остендці незважаючи на ці втрати наполегливо продовжували свою справу. Протидія голландців змусила Карла VI деякий час вагатись із задоволенням прохань компанії, але 19 грудня 1722 року імператор надав остендцям патентну грамоту, що дарувала на тридцять років право торгувати в Східній та Західній Індіях, а також на берегах Африки. До компанії стрімко почали надходити внески, було відкрито дві факторії: в Кобломі на Коромандельському березі поблизу Мадраса й у Банкібазарі в Бенгалії.
Голландці й англійці продовжували чинити опір конкуренту, що набирав силу. Голландці апелювали до Вестфальської угоди 1648 року, за якою іспанський король заборонив жителям Південних Нідерландів торгувати в іспанських колоніях. Голландці наполягали, що Утрехтський мир 1713 року, за яким Південні Нідерланди відійшли до Австрії, не скасовував цієї заборони. Однак іспанський уряд після декотрих вагань уклав торгову угоду з Австрією й визнав Остендську компанію. Відповіддю на цю угоду стало об’єднання Великої Британії, Сполучених провінцій та Пруссії у оборонну лігу. Остерігаючись такого потужного союзу, австрійці вирішили поступитись. За підсумками угоди, підписаної в Парижі 31 травня 1727 року, імператор відкликав патентну грамоту компанії на сім років, в обмін на це супротивники остендців визнавали імператорську Прагматичну санкцію 1713 року.
Компанія ще деякий час номінально існувала у становищі заборони й невдовзі закрилась. Австрійські Нідерланди не брали участі у морській торгівлі з Індіями до свого об’єднання з Голландією 1815 року.

## Нотатки
1. ↑  Французька була офіційною мовою австрійських Нідерландів, і компанія вела свою діяльність французькою та/або фламандською мовами. Інші використовувані назви були Compagnie impériale et royale établie dans les Pays-Bas autrichiens або Compagnie générale. M. Wanner, The Establishment of the General Company in Ostend in the context of the Habsburg Maritime Plans, 2007, p. 55.